# Jen Gupta
Jennifer Ann Gupta, conocida como Jen, es una astrofísica y comunicadora científica británica con sede en la Universidad de Portsmouth. Ha presentado Tomorrow's World en la BBC. 

## Educación
Gupta creció en Winchester y estudó en el Peters Symonds Sixth Form College.  Completó su máster en la Universidad de Mánchester, antes de comenzar su doctorado en el Centro de Astrofísica Jodrell Bank de la universidad. Obtuvo su Doctorado con la tesis "Estudios de longitud de onda múltiple de los núcleos galácticos activos de la radio en la era de Fermi" en 2012.

## Carrera
Gupta comenzó la comunicación científica durante su doctorado, asumiendo un papel importante en The Jodcast y realizando una monólogos inspirados en astronomía sobre el escenario del Bright Club, en Mánchester y en el Bloomsbury Theatre de Londres.  Ese año completó un viaje de un día para ver los siete telescopios MERLIN en un día. Gupta está involucrada en la formación de profesores de física del Reino Unido.  Es la coanfitriona de una serie de episodios de Tomorrow's World, de la BBC.
En 2016, participó en una serie de retratos encargados por la Real Sociedad Astronómica para celebrar a las mujeres líderes en astronomía. Ese año, dio una charla invitada en la Royal Institution "The invisible night sky". Ella da charlas regularmente en sociedades astronómicas en el sureste de Inglaterra. En 2015, fue anfitriona de Stargazing Live from Portsmouth Historic Dockyard.
Junto a las charlas públicas sobre astronomía, Gupta está también interesada en la comedia científica. Ese año organizó BAHFest, una celebración de una teoría científica bien argumentada pero incorrecta. Gupta es la fundadora y copresentadora del podcast de astronomía, Seldom Sirius. 
En 2011, ella I'm a Scientist, Get me out of hereǃ Gupta se unió al Instituto de Cosmología y Gravitación de la Universidad de Portsmouth en 2012. Es responsable de divulgación, compromiso público y evaluación. Gupta generalmente trabaja con 10,000 niños en edad escolar y miembros del público cada año.